# Суліславиці (Малопольське воєводство)
Суліславиці (пол. Sulisławice) — село в Польщі, у гміні Вольбром Олькуського повіту Малопольського воєводства.
Населення — 363 особи (2011).
У 1975-1998 роках село належало до Катовицького воєводства.

## Демографія
Демографічна структура станом на 31 березня 2011 року:
|          | Загалом | Допрацездатний вік | Працездатний вік | Постпрацездатний вік |
| -------- | ------- | ------------------ | ---------------- | -------------------- |
| Чоловіки | 176     | 31                 | 112              | 33                   |
| Жінки    | 187     | 41                 | 88               | 58                   |
| Разом    | 363     | 72                 | 200              | 91                   |